# Khalid Darwish
Khalid Darwish (in arabo خالد درويش‎?; Dubai, 17 ottobre 1979) è un calciatore emiratino, centrocampista dell'Emirates, di cui è capitano, e della Nazionale emiratina.

## Carriera

### Club

#### L'esordio all'Al-Wasl e il prestito all'Al-Shabab
Dal 1998 ha iniziato a giocare nell'Al-Wasl e nel 2009 si trasferì in prestito all'
Al-Shabab per un anno soltanto e poi fece ritorno nella squadra dove aveva esordito fino a diventarne capitano.